# Bungakuza

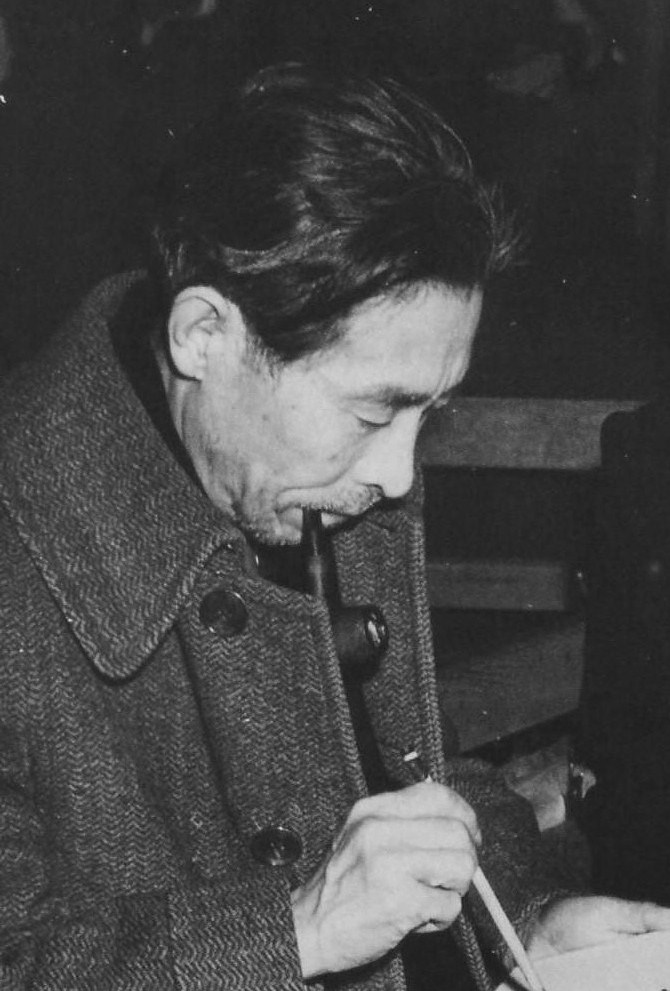
Kunio Kishida (1890-1954).

Bungakuza (文学座, Bungakuza) est une compagnie théâtrale japonaise basée à Shinjuku (Tokyo).

## Histoire
Avec la compagnie Haiyūza et la compagnie Mingei, elle présente des pièces du répertoire shingeki. La compagnie est fondée par Kunio Kishida, Mantarō Kubota et Bunroku Shishi le 6 septembre 1937. Le 25 mars 1938, la compagnie donne son premier spectacle avec Migotona Onna, Wagaya no Heiwa et Kunokkusu.

## Membres actuels

### Membres
Masculins
- Tōru Emori
- Yasuyoshi Hara
- Takashi Hirota
- Masao Imafuku
- Tomohiko Imai
- Takeshi Ishikawa
- Takuzō Kadono
- Takeshi Katō
- Kyūzō Kawabe
- Katsuya Kobayashi
- Takayuki Morita
- Manabu Muraji
- Akio Nakamura
- Hideki Oshikiri
- Shirō Saitō
- Fumiaki Sakabe
- Yoshisada Sakaguchi
- Jun Satō
- Akihiko Shimizu
- Takayuki Sugō
- Hiroshi Takahashi
- Kōjirō Takahashi
- Taka Takao
- Katsuhiko Tamura
- Masaaki Uchino
- Hideyuki Uzawa
- Tōru Watanabe

Féminins
- Kazuko Inano
- Noriko Kitō
- Akiko Kurano
- Junko Mashina
- Izumi Matsuoka
- Mina Meguro
- Kakuko Motoyama
- Hiroe Oka
- Yōko Ono
- Mayumi Sako
- Taiko Shinbashi
- Tomoko Shiota
- Yoshie Taira
- Michie Terada
- Masako Yagi
- Rina Yamada
- Kaori Yamagata
- Ikuko Yamamoto
- Michiko Yamamoto
- Miki Yamazaki
- Mayuno Yasokawa

### Membres de la production
- Ichirō Inui
- Hitoshi Uyama

## Anciens membres
- Shinobu Terajima
- Kaori Momoi

### Membres décédés
- Kazuo Kitamura
- Ken Mitsuda
- Reiko Nanao
- Haruko Sugimura
- Kiwako Taichi
- Yusaku Matsuda

## Élèves d'un établissement de recherche
- Chō
- Takashi Naitō
- Usō Ozaki
- Shunji Saitō
- Urara Takano
- Katsuhiko Yokomitsu

## Source de la traduction
- (en) Cet article est partiellement ou en totalité issu de l’article de Wikipédia en anglais intitulé « Bungakuza » (voir la liste des auteurs).